# 간인노미야 스케히토 친왕
간인노미야 스케히토 친왕(일본어: 閑院宮典仁親王, 1733년 4월 1일 ~ 1794년 8월 1일) 또는 쿄코 천황(慶光天皇)은 에도 시대 일본의 황족이다. 아명은 히사노미야(寿宮)이다. 세습친왕가 간인노미야 2대 당주이다. 고카쿠 천황의 생부이며, 메이지 천황의 고조부이다.
메이지 시대에 추증되어, 쿄코 천황 (慶光天皇) 또는 쿄코인 (慶光院)이라고 했다. 묘소는 천황으로 추증되었기 때문에, 능이라 칭하고 있다. 능은 로잔지릉 (교토시 카미쿄구)이다.
코킨덴쥬 전승자에 이름을 올린 와카의 명수로, 히노 스케노리 등의 공경에게 지도했다. 능서가이다.

## 계보
히가시야마 천황의 손자로, 칸인노미야 나오히토 친왕의 차남이다. 양어머니는 관백 코노에 모토히로의 딸인 후지와라노 슈시이다. 친어머니는 이에뇨보인 사누키이다. 미야슨도코로는 나카미카도 천황의 5황녀인 후사코 내친왕 (成子内親王)이다. 또, 126대 천황 나루히토와 아키시노노미야 후미히토 친왕은 그의 8대손이다.
- 비 : 후사코 내친왕 (成子内親王, 1729년 - 1771년)
- 뇨보 : 오오나카토미 스케노리의 딸
  - 장남 : 이타노미야 하루히토 친왕 (1757년 - 1818년) - 3대 칸인노미야
- 뇨보 : 리테 (りて)
  - 차남 : 토시노미야 모리노리 친왕 (俊宮 守典親王, 1759년 - 1818년) - 닌나지노미야 후카히토 입도친왕 (仁和寺宮 深仁入道親王)
  - 3남 : 카타노미야 야스치카 친왕 (方宮 保和親王, 1760년 - 1777년) - 린노지노미야 킨쇼 입도친왕 (輪王寺宮公璋入道親王)
- 뇨보 : 시운인 (紫雲院)
  - 4남 : 요시노미야 야스나리 친왕 (良宮 保業親王, 1762년 - 1803년) - 린노지노미야 킨엔 입도친왕 (輪王寺宮 公延入道親王)
  - 장녀 : 야스노미야 (弥数宮, 1765년 - 1768년)
  - 차녀 : 타카노미야 소우쿄 여왕 (孝宮 宗恭女王, 1769년 - 1821년)
- 뇨보 : 오사 (おさ)
  - 5남 : 토키노미야 치카칸 친왕 (時宮 周翰親王, 1768년 - 1805년) - 묘호인노미야 신진 법친왕
- 뇨보 : 오오에 이와시로 (렌죠인)
  - 6남 : 사치노미야 모로히토 친왕/토모히토 친왕 (1771년 - 1840년) - 고카쿠 천황
  - 7남 : 히로노미야 요시타네 친왕 (寛宮 嘉種親王, 1772년 - 1830년) - 쇼고인노미야 에이진 법친왕
  - 10남 : 타테노미야 (建宮, 1778년 - 1780년)
- 뇨보 : 카쿠 (加久)
  - 8남 : 세이노미야 (精宮, 1774년 - 1779년)
- 뇨보 : 카타노 (交野)
  - 9남 : 코우노미야 (鏗宮, 1776년 - 1777년)

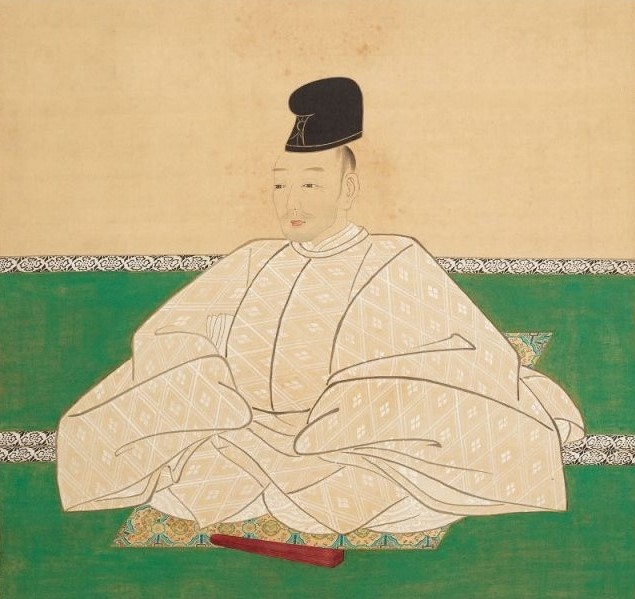
장남 하루히토 친왕
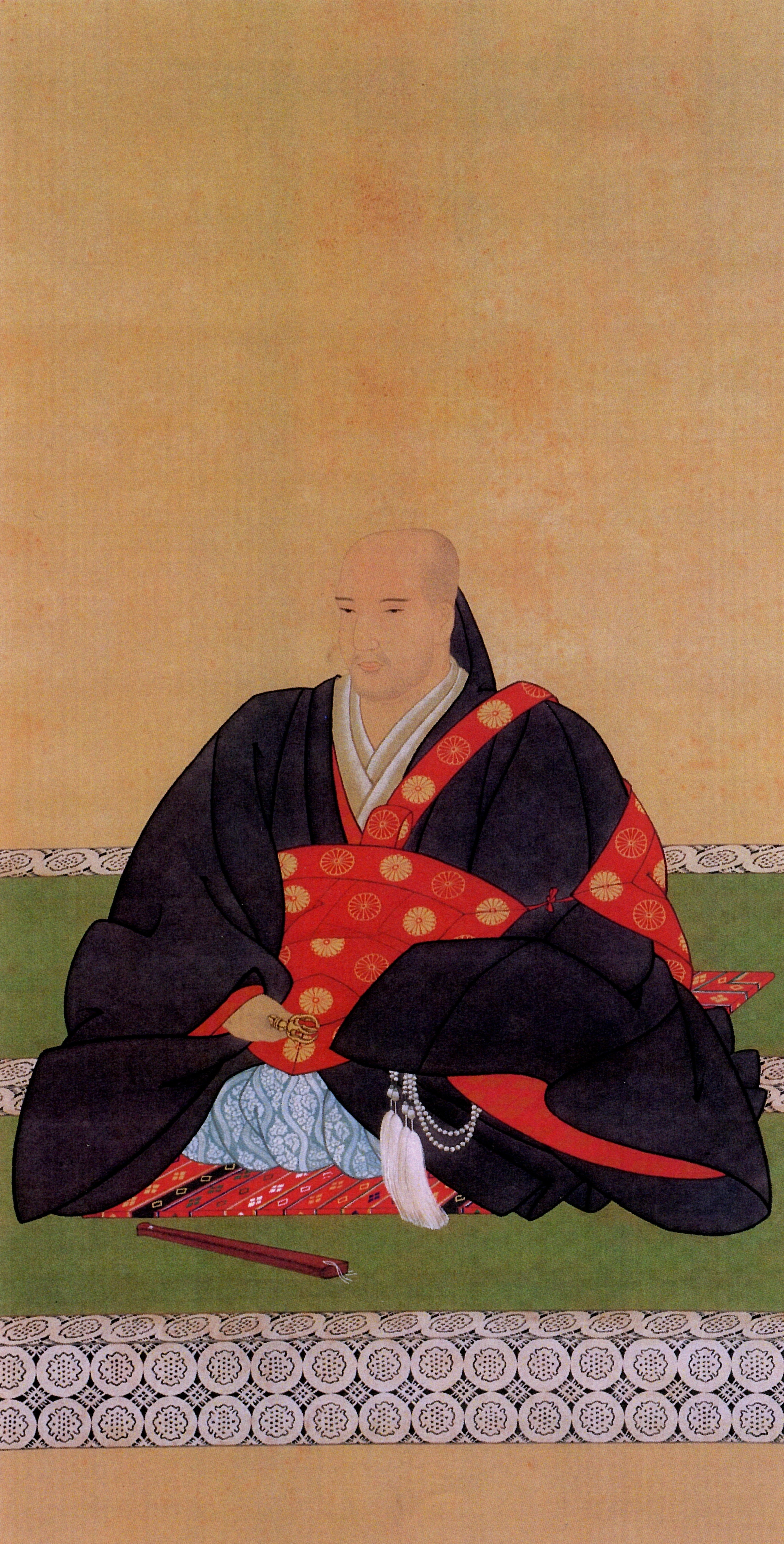
5남 신진 법친왕
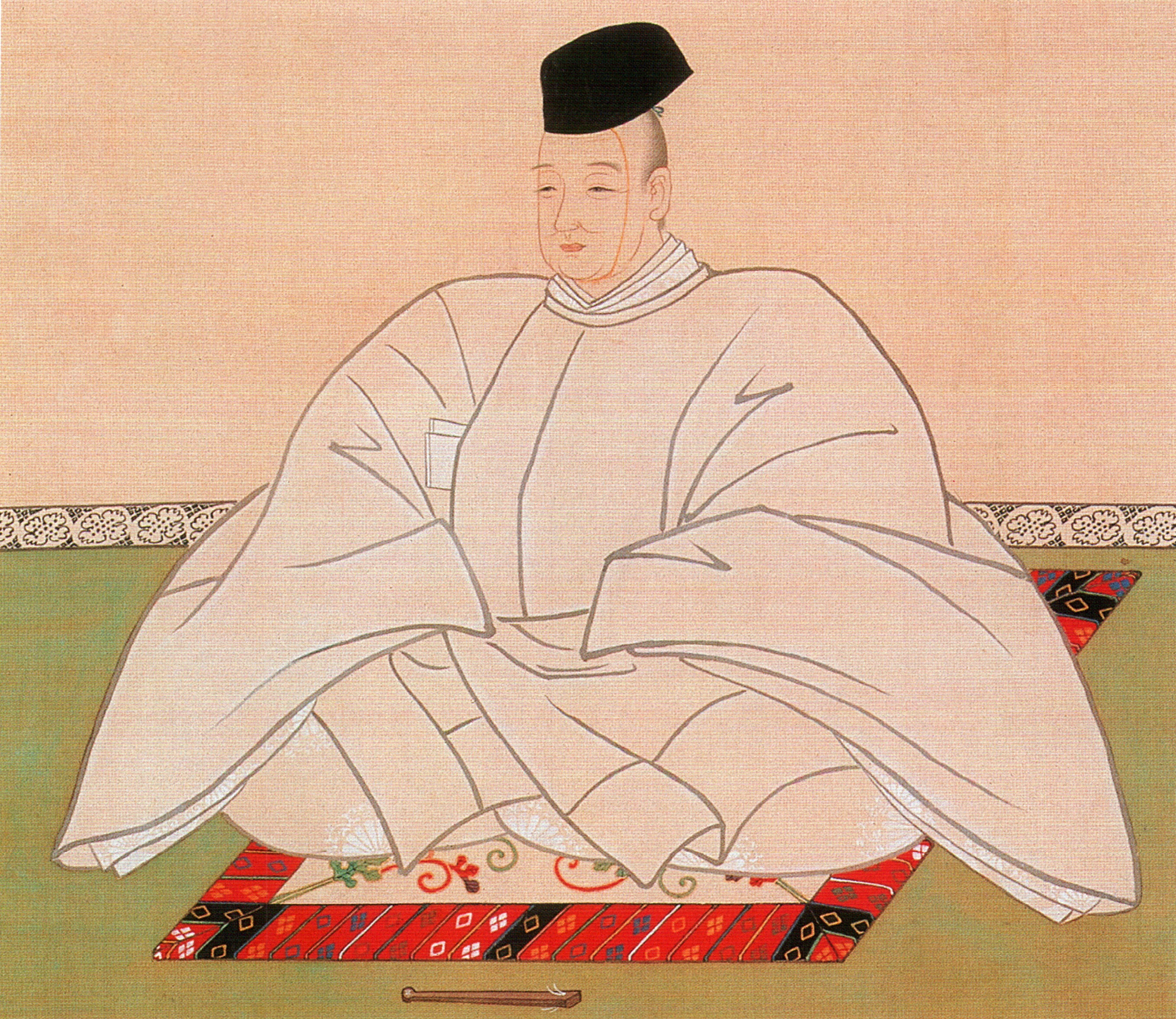
6남 토모히토 친왕 (고카쿠 천황)
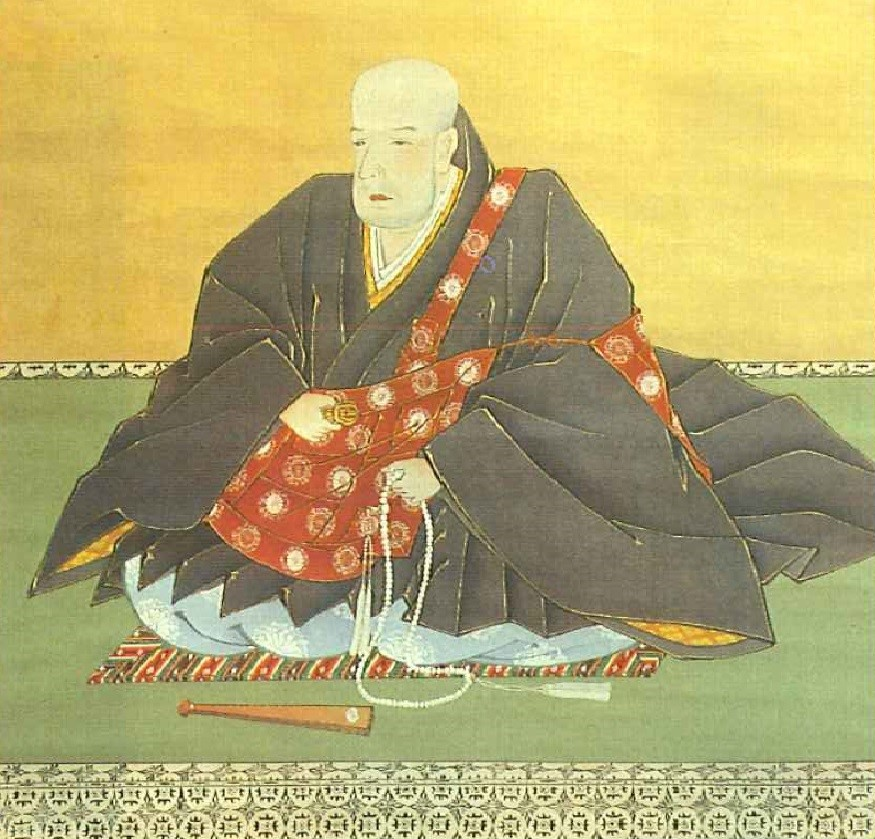
7남 에이진 법친왕
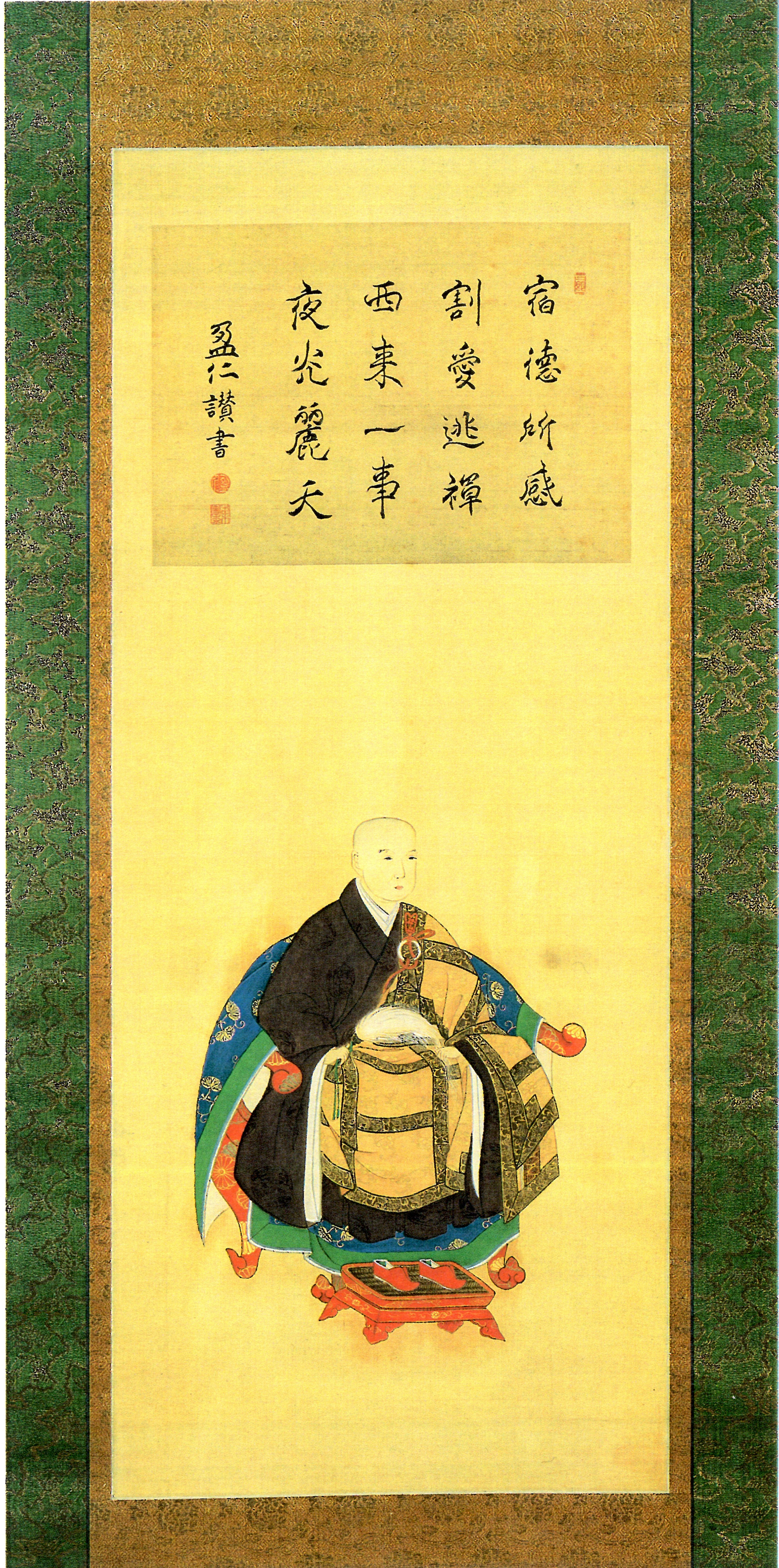
차녀 소우쿄 여왕

## 약력
조정에서는, 1779년 고모모조노 천황이 아들을 남기지 못한채 붕어하자, 스케히토 친왕의 6남 모로히토 친왕 (토모히토 친왕)이 급하게 즉위했다 (고카쿠 천황). 고카쿠 천황의 아버지 스케히토 친왕의 궁중 지위가 대신보다 낮아, 태상천황의 존호를 내리려했으나, 에도 막부 로쥬 마츠다이라 사다노부 등에 반대해 내리지 못했다 (존호사건)
1884년 (메이지 17년) 3월에 메이지 천황의 고조부 (또한 현 황실의 조상)에 해당한다고 하여, 쿄코 천황 (慶光天皇)의 시호와, 태상천황의 존호가 수여되었다 (메이지 이후에 태상천화 제도가 폐지된 관계로, 이중절차가 소요되었다). 이후, 칸인노미야 스케히토 친왕이 아니라, 쿄코 천황 또는 쿄코인 (慶光院)으로 칭해진다. 다만, 역대 천황으로 꼽을 수 없다.